# True (Avicii by Avicii)
Pour les articles homonymes, voir True.
 (juin 2014).
Si vous disposez d'ouvrages ou d'articles de référence ou si vous connaissez des sites web de qualité traitant du thème abordé ici, merci de compléter l'article en donnant les références utiles à sa vérifiabilité et en les liant à la section « Notes et références ».
Albums de Avicii
True
(2013) The Days / The Nights EP
(2014)
True (Avicii by Avicii) est le deuxième album du DJ et producteur suédois Avicii. Il est sorti le 24 mars 2014. Il s'agit d'un album contenant neuf des titres de son précédent opus True, remixés par lui-même. 

## Liste des titres
1. Wake Me Up! (Avicii by Avicii) (feat. Aloe Blacc)
2. You Make Me (Avicii by Avicii) (feat. Salem Al Fakir)
3. Hey Brother (Avicii by Avicii) (feat. Salem Al Fakir)
4. Addicted to You (Avicii by Avicii) (feat. Audra Mae)
5. Dear Boy (Avicii by Avicii) (feat. Mø)
6. Liar Liar (Avicii by Avicii) (feat. Blondfire)
7. Shame On Me (Avicii by Avicii) (feat. Audra Mae & Sterling Fox)
8. Lay Me Down (Avicii by Avicii) (feat. Adam Lambert)
9. Hope There's Someone (Avicii by Avicii) (feat. Linnea Henriksson)

## Autour de l'album
L'album remix a beaucoup fait parler de lui sur les réseaux sociaux et les forums dédiés au DJ. En effet, le morceau Wake Me Up! (Avicii by Avicii) avait déjà été publié plusieurs mois auparavant sous le titre "Wake Me Up! (Avicii Speed Remix)", et le morceau Lay Me Down (Avicii by Avicii) est un remake d'un morceau que le DJ suédois avait fait quatre ans plus tôt (un remix du single Make My Heart de Toni Braxton). Le manque d'originalité sur ces deux morceaux a été décrié de nombreuses fois après la sortie de l'album.
En outre, la majorité des morceaux étaient déjà connus des fans, car Avicii les jouait en live avant même la sortie de l'album original. Les instrumentales des remixes de Liar Liar, Hey Brother et Addicted To You avaient déjà été jouées par Avicii en 2012, avec d'autres enregistrements vocaux, ces versions n'ont jamais vu le jour officiellement et sont trouvables sur Internet. Seuls les remixes de You Make Me, Dear Boy et Shame On Me étaient donc encore complètement inconnus au moment de la sortie de l'album.